# 9873 Freundlich
9873 Freundlich este o planetă minoră (asteroid), cu un diametru de 5,388 km, din centura de asteroizi. A fost descoperită pe 9 aprilie 1992 la Observatorul Siding Spring de Robert H. McNaught și a fost numită după Erwin Finlay-Freundlich⁠(d). 
Obiectul prezintă o orbită caracterizată de o semiaxă mare de 1,8618137 UAi, o excentricitate de 0,08, o înclinație de 19,2266 ° în raport cu ecliptica.